# Сражение при Монтро
Сражение при Монтро — разгром Наполеоном 18 февраля 1814 года одного из корпусов Главной армии союзников под командованием кронпринца Вюртембергского.
Сражение произошло в ходе наступления Наполеона на Главную армию союзников. Главная армия под командованием австрийского фельдмаршала Шварценберга наступала на Париж вдоль реки Сены отдельными группировками. 17 февраля Наполеон атаковал и разбил при Мормане русский авангард графа Палена.
18 февраля вюртембергский корпус с двумя австрийскими дивизиями оказался прижатым к Сене превосходящей армией французов, сумел с большими потерями переправиться на левый берег, однако мост попал в руки французов.

## Предыстория
Из-за несогласованного наступления союзников на Париж в феврале 1814 года, Наполеону удалось в ходе так называемой 6-дневной войны разгромить Силезскую русско-прусскую армию под командованием прусского фельдмаршала Блюхера. Наполеон располагал 30 тыс. солдат против 50 тыс. солдат Блюхера, но сумел нанести концентрированные удары всей армией последовательно по отдельным русским и прусским корпусам. Армия Блюхера в течение 10—14 февраля потеряла в долине реки Марна треть солдат и была отброшена от Парижа в Шалон.
Армия Наполеона оказалась значительно севернее основных сил союзников, Главной армии (до 150 тыс.) под командованием австрийского фельдмаршала Шварценберга. Наполеон собирался выйти в тыл к Шварценбергу и, перерезав линии снабжения, принудить его к отступлению из Франции. Однако, чтобы спасти Силезскую армию от полного уничтожения, Главная армия двинулась из Труа на Париж вдоль Сены.

### Наступление Шварценберга
В ходе наступления корпуса армии Шварценберга оказались разбросаны на большом расстоянии. 14 февраля, в день сражения при Вошане, Богемская армия располагалась следующим образом: русский корпус Витгенштейна — в Ножане, баварский корпус Вреде — в Бре, вюртембергский корпус кронпринца Вюртембергского — в Монтро (на Сене), австрийские корпуса Колоредо и Гиулая двигались через Ионну (левый приток Сены) на Фонтенбло. Сильный резерв под командованием Барклая де Толли оставался в Труа. Атаман Платов с 3 тысяч казаков произвёл налёт на Фонтенбло, имея приказ освободить Папу римского, однако выяснилось, что Папу уже вывезли.
Приближение войск союзников и налёт казаков вызвали в Париже большой переполох. Наполеон срочно двинулся на спасение Парижа со всей гвардией и кавалерией, оставив корпуса Мортье, Мармона и Груши на Марне против Блюхера. Через два дня ускоренными маршами он соединился с корпусами своих маршалов Виктора, Макдональда и Удино.
Союзные войска растянулись по обоим берегам Сены. Наполеон, сосредоточив под рукой до 60 тысяч человек, двинулся с севера на юг на выдвинувшиеся к Парижу корпуса союзников. Узнав, что прямо перед ним находится авангард Витгенштейна под командованием графа Палена, Наполеон отдал приказ атаковать его.

### 17 февраля. Сражение при Мормане
Корпус маршала Виктора выступил ранним утром 17 февраля на Морман, где находился авангард Палена (3 тыс. пехоты, 1500 конных, при 14 орудиях). Генерал Жерар, находившийся в голове колонны, с одним батальоном с ходу ворвался в деревню. Подошедшие войска закрепили успех. Пален, застигнутый врасплох, потерял 3 тысяч солдат (из них 2100 пленными) и 11 орудий при отходе к Нанжи. Гвардейская артиллерия Друо в упор картечью расстреливала отступающие каре русских.
Сразу после разгрома русского авангарда Наполеон разделил армию и, не давая ни минуты на отдых, направил Удино к Ножану против Витгенштейна, Макдональда (12 тыс.) на Бре против Вреде, Виктора на Монтро против вюртембержцев. Ближайшим планом Наполеона являлся захват моста в Монтро, переправа на левый берег Сены и рассечение войск Шварценберга с последующим уничтожением союзных сил, выдвинувшихся ближе остальных к Парижу.
Макдональд и Удино должны были отвлечь внимание союзников от места нанесения основного удара.
Шварценберг, получив известия о разгроме части своих сил, приказал Вреде и Витгенштейну отступить за Сену, а вюртембержцам удержать плацдарм на правом берегу Сены в Монтро.
Корпус маршала Виктора в движении на Монтро столкнулся с медленно отступавшей баварской дивизией генерала Ламота. Баварцы потеряли 2500 солдат (из них 1500 пленными) и едва избежали полного разгрома, но французы потеряли много сил в двух сражениях за один день. Виктор решил дать ночной отдых войскам в нескольких километрах от Монтро.
Наполеон, узнав о задержке Виктора, разгневался и прислал в 3 часа утра приказ немедленно выдвигаться при любом состоянии войск. Наполеон послал также приказ Макдональду и Удино двигаться на Монтро, если переправы в Ножане и Бре останутся в руках противника.

### Предложение перемирия
Главнокомандующий союзными силами Шварценберг воспользовался удобным моментом, чтобы исполнить задачу австрийской дипломатии — заключить мир с Наполеоном на границах начала Французской революции. Пока Наполеону сопутствовал успех, союзники австрийцев согласились следовать в русле политики австрийского кабинета.
Вечером 17 февраля к Наполеону в Нанжи прибыл граф Парр с письмом Шварценберга. Наполеон принял письмо, пообещав дать ответ как-нибудь на отдыхе.

## 18 февраля. Ход сражения
Наполеон, недовольный задержкой, отстранил маршала Виктора и назначил командиром его корпуса генерала Жерара. В 9 утра 18 февраля Жерар начал атаки высот, на которых вюртембержцы устроили сильную оборонительную позицию на высотах правого берега Сены, между деревнями Вилларон и С.-Мартин. Слабым местом позиции был путь отступления через единственный мост.
Под началом кронпринца Вюртембергского, кроме его корпуса, были также 2 австрийские дивизии. Всего его силы насчитывали 18 тысяч солдат. У французов было от 30 до 40 тыс. солдат.
Первая французская атака была проведена дивизиями Шато и Дюэма, генерал Шато был убит. Вторую атаку поддержали дивизия Пакто с кавалерией Пажоля, но также без успеха. Генерал Дёринг с двумя вюртембергскими батальонами предпринял неудачную штыковую контратаку и был отброшен резервом Жерара.
В это время прибыл Наполеон с подкреплениями. Он атаковал вюртембержцев 4 колоннами (18 тыс. солдат) при сильной поддержке артиллерии. Одновременно вдоль Сены пошёл в атаку на мост Жерар.
Кронпринц Вюртембергский принял решение отступить и переместил австрийскую дивизию Шефера в замок Сюрвиль для прикрытия переправы. Наполеон немедленно открыл артиллерийский огонь и послал кавалерию Пажоля для преследования отступающей армии. Вюртембержцы оказались в тяжёлом положении, приходилось отступать по единственному мосту, отбиваясь под артобстрелом от наседавшей кавалерии французов. Благодаря стойкости бригады Гогенлоэ удалось избежать полного разгрома и вывести большую часть войск.
Макдональду в деле против баварцев удалось захватить их артиллерийский парк, хотя Вреде благополучно ушёл за Сену.

## Последствия сражения
Когда Наполеон пересек мост в Монтро, он заметил окружающим: «Моё сердце бьётся спокойно. Я спас столицу своей империи.» Передают также другие его слова, что он ближе к Мюнхену, чем союзники к Парижу (намёк на перенос боевых действий на территорию союзников).
Французы потеряли 3 тысячи солдат в атаках при Монтро, союзники потеряли примерно те же 3 тыс. и ещё столько же пленными. Дэвид Чандлер оценивает потери союзников в 6 тысяч человек и 15 орудий, французы потеряли примерно 2,5 тысячи человек. Керсновский пишет, что кронпринц Вюртембергский потерял 5 тысяч человек и 25 орудий, а урон французов (учитывая также потери, понесённые при разгроме отряда Палена) составил около 3 тысяч человек. Безотосный исчисляет потери союзников в 4—6 тысяч человек, из которых свыше 3 тысяч взяты в плен. Убыль французов составила около 2,5 тысяч человек.
Сразу после сражения Наполеон отозвал у своего министра иностранных дел Коленкура выданные ранее полномочия на заключение мирного договора в Шатильоне на любых условиях, лишь бы избежать захвата союзниками Парижа. Вторым письмом Наполеон отменил приказ Богарне об эвакуации французских войск из Италии в случае открытого перехода Мюрата на сторону союзников.
Наполеон хотел преследовать отступающего Шварценберга, но этому помешало отсутствие переправ через Сену. Единственный мост был в Монтро, остальные переправы союзники успели разрушить. Вскоре союзные войска отошли на позиции, предшествовавшие наступлению. Первое наступление на Париж провалилось.
23 февраля 1814 года Наполеон триумфально вернулся в Труа, который оставил 6 февраля после поражения при Ла-Ротьере.